# Piter Dinklidž
Piter Dinklidž (engl. Peter Dinklage; Moristaun, 11. jun 1969) američki je filmski, televizijski i pozorišni glumac. Diplomirao je dramu 1991. na Benington koledžu i započeo je karijeru radom u pozorištu. Prvu svoju filmsku ulogu je odigrao 1995. u filmu „Živeći u zaboravu” (engl. Living in Oblivion). 2011.godine je dobio ulogu Tiriona Lanistera u HBO seriji „Igra prestola”, zasnovanoj na serijalu romana „Pesma leda i vatre” Džordža R.R. Martina. Za ovu ulogu je osvojio nagradu Emi za najboljeg sporednog glumca 2011. godine, a takođe je dobio i Zlatni globus, u kategoriji najboljeg sporednog glumca u seriji, mini-seriji ili televizijskom filmu takode 2011. godine.

## Biografija

### Privatni život
Rođen u Moristaunu (Nju Džersi, SAD), a odrastao u Mendam Taunšip. Vodi nemačko-irsko poreklo, od majke Diane, nastavnice muzičke kulture u osnovnoj školi,i oca Džona Karla Dinklidža radnika u osiguravajućem društvu. Rođen je sa ahondrolazijom što je uzrok njegovom patuljastom rastu. Diplomirao je u školi Delbarton 1987. godine a potom na koledžu Benington 1991. godine. Oženio se 2005. godine sa direktorkom pozorišta Erikom Šmit. 2011. godine dobijaju ćerku Zeling. Kada je Dinklidž u intervjuu 2013. godine upitan o svojoj visini (koja iznosi 1,35 m (4 ft 5 in)) odgovorio je: „Kada sam bio mlađi, definitivno me je to pogađalo. Kao adolescent bio sam veoma ogorčen i ljut, nepristupačan. Ali kako ste stariji uviđate da treba zapravo imati smisla za humor. Samo znate da to nije vaš problem. Njihov je”. Dinklidž je vegetarijanac i živi sa svojom suprugom i ćerkom u Njujorku.

### Karijera
Piter Dinklidž je svoju debitantsku uloga odigrao u kultnom filmu „Živeći u zaboravu” (1995), igrajući isfrustriranog patuljka. Uloga u filmu The Station Agent (2003) se smatra probojom za šta je dobio nominaciju za najboljeg glumca. Iste godine, pojavio se na filmovima sa Garijem Oldmanom. Ubrzo započinje saradnju sa Brodvej produkcijom. 2004. godine Piter je odigrao jednu od uloga snova- Šekspirovog Ričarda III u Javnom pozorištu. Godine 2005. Dinklidž se pojavljuje u naučno-fantastičnoj seriji CBS-a Threshold i u komediji The Baxter kao planer venčanja. Takođe je ostvario uloge u britanskoj komediji Death at a Funeral (2007) i američkom rimejku istog filma(2010). Iste godine je igrao zlog Simona Bara u filmu Underdog (2007). Dinklidža je odabrao producent Andrev Adamson za ulogu Trampkina u filmu Prince Caspian, iako je filmski kritičar Bil Gibson opisao njegovu ulogu kao "dobar način da se razbije stereotip". U leto 2008. godine, Dinklidž je izveo naslovnu ulogu Ujka Vanja u režiji njegove supruge Erike Šmit. Dinklidž igra Tiriona u HBO seriji „Igra prestola”, adaptaciji autora Džordža R.R.Martina. Njegov nastup je ostvario široke pohvale, ali i istaknute nagrade kao što su Emi za najbolju sporednu mušku ulogu u seriji 2011. godine i Zlatni globus 2012. godine za najbolju mušku sporednu ulogu u kategoriji serija, miniserija i televizijskog filma. U 2013. godini Brajan Singer je najavio da će Piter Dinklidž ostvariti naimenovanu ulogu negativca u filmu X-Man.

## Filmografija
| Godina     | Kategorija          | Originalni naslov                                    | Srpski prevod                               | Uloga                    | Napomena      |
| ---------- | ------------------- | ---------------------------------------------------- | ------------------------------------------- | ------------------------ | ------------- |
| 1995.      | Film                | Living in Oblivion                                   | Živeći u zaboravu                           | Tito                     |               |
| 1995.      | TV Serija           | Seinfeld                                             |                                             | Dzejmsov telefonski glas | Jedna epizoda |
| 1996.      | Film                | Bullet                                               | Metak                                       | Građevinski menadžer     |               |
| 1998.      | Film                | Safe Men                                             |                                             | Leflor                   |               |
| 1999.      | Film                | Pigeonholed                                          |                                             | Roj                      |               |
| 2001.      | Film                | Human Nature                                         | Ljudska priroda                             | Frenk                    |               |
| 2001.      | Film                | Never Again                                          | Nikada više                                 | Hari Aplton              |               |
| 2001.      | TV Serija           | The $treet                                           | Ulica                                       | Stants                   | Jedna epizoda |
| 2001.      | TV Serija           | Oz                                                   |                                             | Mala osoba               | Jedna epizoda |
| 2002.      | Film                | 13 Moons                                             |                                             | Binki                    |               |
| 2002.      | Film                | Just a Kiss                                          | Samo poljubac                               | Dink                     |               |
| 2002.      | TV Serija           | Third Watch                                          | Treća smena                                 | Diler droge              | Jedna epizoda |
| 2003.      | Film                | Elf                                                  | Patuljak                                    | Majls Finč               |               |
| 2003.      | Film                | Tiptoes                                              | Na vrhovima prstiju                         | Moris                    |               |
| 2003.      | Film                | The Station Agent                                    |                                             | Finbar MekBrajd          |               |
| 2004.      | Kratkometrazni film | 89 Seconds in Alcazar                                | 89 sekundi u Alkazaru                       | Mari Barbola             |               |
| 2004.      | Kratkometrazni film | Jail Bait                                            |                                             | Lindo                    |               |
| 2004.      | Film                | Surviving Eden                                       |                                             | Sterno                   |               |
| 2004.      | TV Serija           | I'm with Her                                         | Ja sam sa njom                              | Eliot Rosen              | Tri epizode   |
| 2005.      | TV Serija           | Life As We Know It                                   | Život kakav poznajemo                       | Dr.Belber                | Dve epizode   |
| 2005.      | TV Film             | Testing Bob                                          |                                             | Robinson 'Bob' Hart      |               |
| 2005.      | Film                | The Baxter                                           |                                             | Benson Hedzis            |               |
| 2005.      | Film                | Escape Artists                                       |                                             | Gospodin Daf             |               |
| 2005.      | Film                | Lassie                                               |                                             | Roli                     |               |
| 2005.      | Film                | Fortunes                                             | Bogatstva                                   | Majk Kirkvud             |               |
| 2005−2006. | TV Serija           | Threshold                                            | Prag                                        | Artur Remzi              | 13 epizoda    |
| 2006.      | TV Film             | Ultra                                                |                                             |                          |               |
| 2006.      | Film                | The Limbo Room                                       |                                             | Dasti Spits              |               |
| 2006.      | Film                | Find Me Guilty                                       |                                             | Ben Klandis              |               |
| 2006.      | Film                | Little Fugitive                                      | Mali begunac                                | Sem Norton               |               |
| 2006.      | Film                | Penelope                                             |                                             | Lemen                    |               |
| 2006.      | TV Serija           | Nip/Tuck                                             | Reži me                                     | Marlo Sojer              | Sedam epizoda |
| 2007.      | Film                | Ascension Day                                        | Dan bega                                    | Brentli                  |               |
| 2007.      | Film                | Death at a Funeral                                   | Smrt na sahrani                             | Piter                    |               |
| 2007.      | Film                | Underdog                                             |                                             | Dr. Sajmon Barsnister    |               |
| 2008.      | Film                | The Chronicles of Narnia: Prince Caspian             | Letopisi Narnije: Princ Kaspijan            | Trampkin                 |               |
| 2009.      | TV Serija           | 30 Rock                                              |                                             | Stjuart                  | Jedna epizoda |
| 2009.      | Film                | Saint John of Las Vegas                              |                                             | Gospodin Taunsend        |               |
| 2010.      | Film                | Death at a Funeral                                   | Smrt na sahrani                             | Frenk                    |               |
| 2010.      | Film                | I Love You Too                                       | Volim i ja tebe                             | Čarli                    |               |
| 2010.      | Film                | The Last Rites of Ransom Pride                       |                                             | Dvof                     |               |
| 2010.      | Film                | Pete Smalls Is Dead                                  |                                             | K.C. Mank                |               |
| 2011.      | Film                | A Little Bit of Heaven                               | Mali deo raja                               | Vini                     |               |
| 2011−2019. | TV Serija           | Game of Thrones                                      | Igra prestola                               | Tirion Lanister          |               |
| 2012.      | Film                | Ice Age: Continental Drift                           | Ledeno doba 4: Pomeranje kontinenata        | Kapetan Gat              | Pozajmio glas |
| 2013.      | Film                | Knights of Badassdom                                 |                                             | Hang                     |               |
| 2013.      | Film                | The Angriest Man in Brooklyn                         | Najljući čovek u Bruklinu                   | Eron Oltman              |               |
| 2013.      | Film                | Rememory                                             |                                             |                          |               |
| 2014.      | Film                | A Long Way Home                                      |                                             |                          |               |
| 2014.      | Film                | X-Men: Days of Future Past                           | Iks ljudi: Dani buduće prošlosti            | Bolivar Trask            |               |
| 2014.      | Film                | Fellini Black and White                              |                                             |                          |               |
| 2016.      | Film                | The Angry Birds Movie                                | Angry Birds film                            | Moćni orao (glas)        |               |
| 2017.      | Film                | Three Billboards Outside Ebbing, Missouri            | Tri plakata izvan grada                     | Džejms                   |               |
| 2018.      | Film                | Avengers: Infinity War                               | Osvetnici: Rat beskraja                     | Eitri                    |               |
| 2019.      | Film                | The Angry Birds Movie 2                              | Angry Birds film 2                          | Moćni orao (glas)        |               |
| 2021.      | Film                | Cyrano                                               | Sirano                                      | Sirano de Beržerak       |               |
| 2023.      | Film                | The Hunger Games: The Ballad of Songbirds and Snakes | Igre gladi: Balada o ptici pevačici i zmiji | Kaska Hajbotom           |               |

### Igra prestola
U HBO seriji velike popularnosti „Igra prestola” Piter igra jednu
od glavnih uloga, jednog od najomiljenijih likova, Tiriona Lanistera, sina Lorda Tivina Lanistera i Lejdi Džoane Lanister. Otac Lord Tivin je glava porodice Lanister i Lord zamka Livačka stena. Majka Lejdi Džoana mu je umrla na porodjaju s njim, i zbog toga ga otac mrzi, što ga prati ceo život. Ima brata Džejmija Lanistera i sestru Sersei Barateon, koju glumi Lena Hedi (engl. Lena Headey), koja je kraljica.
Džejmi i Sersei su blizanci. Tirion je optužen za ubistvo Brena Starka i biva zarobljen. Njegovo zarobljeništvo pokreće Rat pet kraljeva, iako je on kasnije pušten na slobodu.
Izuzetno je obrazovan, inteligentan i lukav, ali i veliki ljubitelj pića i lakih žena. Zbog neslaganja sa ocem većinu vremena provodi u Kraljevoj luci. Veoma okrutan prema neprijateljima, ali isto tako pravičan i saosećajan prema onima koje je društvo odbacilo.

## Nagrade
2003. godina je bila godina uspeha što se tiče nagrada za Pitera Dinklidža:
- Chlotrudis nagradu za najbolji kasting
- Ourense nagrada za najboljeg glumca
- Satellite nagrada za izuzetan talenat
- Nominacija - Čikago udzuženje filmskih kritičara nagrada] za najperspektivnijeg performera
- Nominacija- Chlotrudis nagrada za najboljeg glumca
- Nominacija-Independent Spirit nagrada za najbolju mušku ulogu

2011. godina je takođe istaknuta po nagradama:
- Emi nagrada za najbolju sporednu ulogu u seriji[9]
- Zlatni globus za najbolju sporednu mušku ulogu-serija, miniserija ili televizijski film
- Scream nagrada za najbolju sporednu ulogu
- Nominacija-Scream nagrada za najbolji ansambl
- Nominacija-Screen Actors Guild nagrada za izuzetne performanse ansambla u dramskom serijalu
- Nominacija-Television Critics Association nagrada za individualno ostvarenje u drami

U 2012.godini takođe dobija Emi nagradu za najbolju sporednu ulogu u seriji.

## Spoljašnje veze
- Piter Dinklidž на веб-сајту  (језик: енглески)
- Piter Dinklidž  Архивирано на веб-сајту  (5. септембар 2015) na sajtu www.tv.com Архивирано на веб-сајту  (20. мај 2019)
- Piter Dinklidž na sajtu www.moviefone.com
- Piter Dinklidž na sajtu www.nndb.com